# Europamästerskapet i volleyboll för damer 2003
Europamästerskapet i volleyboll för damer 2003 utspelade sig mellan 20 och 28 september 2003 i Antalya och Ankara, Turkiet. I turneringen deltog 12 damlandslag inom Confédération Européenne de Volleyball. Polen vann finalen över Turkiet i finalen och blev europamästare för första gången.

## Kvalificering
I turneringen deltog: arrangörslandets landslag, de tre bästa landslagen vid EM 2001 och åtta landslag som kvalificerade sig genom kvalturneringen.

## Arenor
|                                                                       |                                                                       |  |
|                                                                       |                                                                       |  |
| Ankara Atatürk Spor Salonu Stad: Ankara Kapacitet: 6 000 Invigd: 1969 | Dilek Sabancı Spor Salonu Stad: Antalya Kapacitet: 2 500 Invigd: 2001 |  |

## Regelverk

### Format
Turneringen började med ett gruppspel med två grupper där alla mötte alla inom respektive grupp. 
- De två första lagen i varje grupp gick vidare till slutspel om de fyra matcherna. Slutspelet bestod av semifinaler, match om tredjepris och final.
- Lagen på plats tre och fyra i varje grupp gick vidare till slutspel om platserna fem till åtta. Även detta genomfördes i cupformat.

Under gruppspelet tilldelades det vinnande laget två poäng och det förlorande laget en poäng. Lagen rangordnades efter:
- Poäng
- Kvot vunna/förlorade set
- Kvot vunna/förlorade bollpoäng
- Inbördes möte

## Deltagande lag
| Lag                    | Turnering             | Deltog senast      |
| ---------------------- | --------------------- | ------------------ |
| Bulgarien              | 3:a vid EM 2001       | Bulgarien 2001     |
| Tyskland               | 2:a i Grupp C, kvalet | Bulgarien 2001     |
| Italien                | 2:a vid EM 2001       | Bulgarien 2001     |
| Nederländerna          | 2:a i Grupp B, kvalet | Bulgarien 2001     |
| Polen                  | 1:a i Grupp C, kvalet | Bulgarien 2001     |
| Tjeckien               | Bästa 3:or i kvalet   | Bulgarien 2001     |
| Rumänien               | 2:a i Grupp A, kvalet | Bulgarien 2001     |
| Ryssland               | 1:a vid EM 2001       | Bulgarien 2001     |
| Serbien och Montenegro | 1:a i Grupp B, kvalet | Debut              |
| Slovakien              | Bästa 3:or i kvalet   | Debut              |
| Turkiet                | Värdland              | Nederländerna 1995 |
| Ukraina                | 1:a i Grupp A, kvalet | Bulgarien 2001     |

## Turneringen

### Gruppspel
| Grupp A                | Grupp B       |
| ---------------------- | ------------- |
| Tyskland               | Bulgarien     |
| Rumänien               | Italien       |
| Ryssland               | Nederländerna |
| Serbien och Montenegro | Polen         |
| Slovakien              | Tjeckien      |
| Turkiet                | Ukraina       |

#### Grupp A

##### Resultat
| 20 settembre 2003 Ankara Atatürk Spor Salonu, Ankara Speltid: 1h:15 - Åskådare: 800   | Tyskland               | 3 - 0 | Slovakien              | 25-14, 25-15, 25-16               |
| 20 settembre 2003 Ankara Atatürk Spor Salonu, Ankara Speltid: 1h:29 - Åskådare: 2 650 | Serbien och Montenegro | 1 - 3 | Ryssland               | 13-25, 25-18, 17-25, 18-25        |
| 20 settembre 2003 Ankara Atatürk Spor Salonu, Ankara Speltid: 1h:06 - Åskådare: 4 000 | Rumänien               | 0 - 3 | Turkiet                | 22-25, 20-25, 17-25               |
| 21 settembre 2003 Ankara Atatürk Spor Salonu, Ankara Speltid: 1h:12 - Åskådare: 500   | Slovakien              | 0 - 3 | Ryssland               | 25-27, 17-25, 19-25               |
| 21 settembre 2003 Ankara Atatürk Spor Salonu, Ankara Speltid: 1h:25 - Åskådare: 1 500 | Tyskland               | 3 - 0 | Rumänien               | 25-22, 25-22, 25-22               |
| 21 settembre 2003 Ankara Atatürk Spor Salonu, Ankara Speltid: 1h:13 - Åskådare: 4 300 | Turkiet                | 3 - 0 | Serbien och Montenegro | 25-23, 25-20, 25-20               |
| 22 settembre 2003 Ankara Atatürk Spor Salonu, Ankara Speltid: 1h:51 - Åskådare: 600   | Rumänien               | 3 - 2 | Slovakien              | 25-14, 25-10, 22-25, 28-30, 15-8  |
| 22 settembre 2003 Ankara Atatürk Spor Salonu, Ankara Speltid: 1h:21 - Åskådare: 1 400 | Serbien och Montenegro | 0 - 3 | Tyskland               | 15-25, 22-25, 22-25               |
| 22 settembre 2003 Ankara Atatürk Spor Salonu, Ankara Speltid: 1h:12 - Åskådare: 6 000 | Ryssland               | 0 - 3 | Turkiet                | 21-25, 22-25, 24-26               |
| 24 settembre 2003 Ankara Atatürk Spor Salonu, Ankara Speltid: 1h:36 - Åskådare: 160   | Rumänien               | 3 - 1 | Serbien och Montenegro | 25-11, 25-21, 23-25, 25-22        |
| 24 settembre 2003 Ankara Atatürk Spor Salonu, Ankara Speltid: 1h:19 - Åskådare: 1 100 | Tyskland               | 3 - 0 | Ryssland               | 25-22, 27-25, 25-19               |
| 24 settembre 2003 Ankara Atatürk Spor Salonu, Ankara Speltid: 1h:08 - Åskådare: 5 500 | Slovakien              | 0 - 3 | Turkiet                | 20-25, 20-25, 14-25               |
| 25 settembre 2003 Ankara Atatürk Spor Salonu, Ankara Speltid: 1h:05 - Åskådare: 200   | Ryssland               | 3 - 0 | Rumänien               | 25-16, 25-17, 25-22               |
| 25 settembre 2003 Ankara Atatürk Spor Salonu, Ankara Speltid: 1h:12 - Åskådare: 4 000 | Serbien och Montenegro | 3 - 0 | Slovakien              | 28-26, 25-12, 27-25               |
| 25 settembre 2003 Ankara Atatürk Spor Salonu, Ankara Speltid: 1h:50 - Åskådare: 6 000 | Turkiet                | 2 - 3 | Tyskland               | 16-25, 16-25, 25-22, 25-12, 10-15 |

##### Sluttabell
| Pos. | Lag                    | Pt | G | V | P | VS | FS | Kvot  | VP  | FP  | Kvot  |
| ---- | ---------------------- | -- | - | - | - | -- | -- | ----- | --- | --- | ----- |
| 1.   | Tyskland               | 10 | 5 | 5 | 0 | 15 | 2  | 7,500 | 401 | 328 | 1,222 |
| 2.   | Turkiet                | 9  | 5 | 4 | 1 | 14 | 3  | 4,666 | 393 | 342 | 1,149 |
| 3.   | Ryssland               | 8  | 5 | 3 | 2 | 9  | 7  | 1,285 | 378 | 342 | 1,105 |
| 4.   | Rumänien               | 7  | 5 | 2 | 3 | 6  | 12 | 0,500 | 393 | 391 | 1,005 |
| 5.   | Serbien och Montenegro | 6  | 5 | 1 | 4 | 5  | 12 | 0,416 | 354 | 404 | 0,876 |
| 6.   | Slovakien              | 5  | 5 | 0 | 5 | 2  | 15 | 0,133 | 310 | 422 | 0,734 |

      Kvalificerade för finalspel.
      Kvalificerade för spel om 5-8:e plats.

#### Grupp B

##### Resultat
| 20 settembre 2003 Dilek Sabancı Spor Salonu, Antalya Speltid: 2h:08 - Åskådare: 600 | Polen         | 3 - 2 | Nederländerna | 25-22, 25-19, 32-34, 23-25, 15-5  |
| 20 settembre 2003 Dilek Sabancı Spor Salonu, Antalya Speltid: 1h:38 - Åskådare: 800 | Ukraina       | 3 - 1 | Bulgarien     | 25-23, 25-19, 23-25, 25-19        |
| 20 settembre 2003 Dilek Sabancı Spor Salonu, Antalya Speltid: 1h:07 - Åskådare: 700 | Italien       | 3 - 0 | Tjeckien      | 25-18, 25-16, 25-22               |
| 21 settembre 2003 Dilek Sabancı Spor Salonu, Antalya Speltid: 1h:39 - Åskådare: 450 | Ukraina       | 1 - 3 | Polen         | 19-25, 25-23, 19-25, 23-25        |
| 21 settembre 2003 Dilek Sabancı Spor Salonu, Antalya Speltid: 1h:11 - Åskådare: 400 | Bulgarien     | 3 - 0 | Tjeckien      | 25-13, 25-17, 25-16               |
| 21 settembre 2003 Dilek Sabancı Spor Salonu, Antalya Speltid: 1h:13 - Åskådare: 700 | Nederländerna | 3 - 0 | Italien       | 25-20, 25-19, 25-18               |
| 22 settembre 2003 Dilek Sabancı Spor Salonu, Antalya Speltid: 1h:59 - Åskådare: 300 | Polen         | 3 - 2 | Bulgarien     | 25-22, 22-25, 20-25, 15-12        |
| 22 settembre 2003 Dilek Sabancı Spor Salonu, Antalya Speltid: 2h:00 - Åskådare: 440 | Tjeckien      | 2 - 3 | Nederländerna | 14-25, 25-18, 17-25, 25-20, 10-15 |
| 22 settembre 2003 Dilek Sabancı Spor Salonu, Antalya Speltid: 1h:09 - Åskådare: 500 | Italien       | 3 - 0 | Ukraina       | 25-23, 25-22, 25-14               |
| 24 settembre 2003 Dilek Sabancı Spor Salonu, Antalya Speltid: 1h:48 - Åskådare: 670 | Bulgarien     | 1 - 3 | Nederländerna | 25-22, 23-25, 18-25, 24-26        |
| 24 settembre 2003 Dilek Sabancı Spor Salonu, Antalya Speltid: 2h:04 - Åskådare: 350 | Ukraina       | 3 - 2 | Tjeckien      | 25-21, 26-24, 22-25, 22-25, 15-7  |
| 24 settembre 2003 Dilek Sabancı Spor Salonu, Antalya Speltid: 1h:49 - Åskådare: 800 | Polen         | 1 - 3 | Italien       | 25-20, 22-25, 20-25, 22-25        |
| 25 settembre 2003 Dilek Sabancı Spor Salonu, Antalya Speltid: 1h:07 - Åskådare: 400 | Nederländerna | 3 - 0 | Ukraina       | 25-15, 25-18, 25-20               |
| 25 settembre 2003 Dilek Sabancı Spor Salonu, Antalya Speltid: 1h:59 - Åskådare: 710 | Italien       | 2 - 3 | Bulgarien     | 19-25, 25-20, 21-25, 25-15, 17-19 |
| 25 settembre 2003 Dilek Sabancı Spor Salonu, Antalya Speltid: 1h:46 - Åskådare: 300 | Tjeckien      | 1 - 3 | Polen         | 19-25, 25-23, 22-25, 16-25        |

##### Sluttabell
| Pos. | Lag           | Pt | G | V | P | VS | FS | Kvot  | VP  | FP  | Kvot  |
| ---- | ------------- | -- | - | - | - | -- | -- | ----- | --- | --- | ----- |
| 1.   | Nederländerna | 9  | 5 | 4 | 1 | 14 | 6  | 2,333 | 456 | 411 | 1,109 |
| 2.   | Polen         | 9  | 5 | 4 | 1 | 13 | 9  | 1,444 | 512 | 469 | 1,091 |
| 3.   | Italien       | 8  | 5 | 3 | 2 | 11 | 7  | 1,571 | 409 | 383 | 1,067 |
| 4.   | Bulgarien     | 7  | 5 | 2 | 3 | 10 | 11 | 0,909 | 456 | 456 | 1,000 |
| 5.   | Ukraina       | 7  | 5 | 2 | 3 | 7  | 12 | 0,583 | 405 | 426 | 0,950 |
| 6.   | Tjeckien      | 5  | 5 | 0 | 5 | 5  | 15 | 0,333 | 367 | 460 | 0,797 |

      Kvalificerade för finalspel.
      Kvalificerade för spel om 5-8:e plats.

### Slutspelsfasen

#### Finalspel
|  | Semifinaler | Semifinaler   | Semifinaler |         |    | Final             | Final             | Final             |  |
|  |             |               |             |         |    |                   |                   |                   |  |
|  |             |               |             |         |    |                   |                   |                   |  |
|  | 1A          | Tyskland      | 2           |         |    |                   |                   |                   |  |
|  | 1A          | Tyskland      | 2           |         |    |                   |                   |                   |  |
|  | 2B          | Polen         | 3           |         |    |                   |                   |                   |  |
|  | 2B          | Polen         | 3           |         | 2B | Polen             | 3                 |                   |  |
|  |             |               |             |         | 2B | Polen             | 3                 |                   |  |
|  |             |               | 2A          | Turkiet | 0  |                   |                   |                   |  |
|  | 2A          | Turkiet       | 2A          | Turkiet | 0  | 3                 |                   |                   |  |
|  | 2A          | Turkiet       |             |         |    | 3                 |                   |                   |  |
|  | 1B          | Nederländerna | 0           |         |    | Match om 3:e pris | Match om 3:e pris | Match om 3:e pris |  |
|  | 1B          | Nederländerna | 0           |         |    |                   |                   |                   |  |
|  |             |               |             |         |    |                   |                   |                   |  |
|  |             |               |             |         |    | 1A                | Tyskland          | 3                 |  |
|  |             |               |             |         |    | 1A                | Tyskland          | 3                 |  |
|  |             |               |             |         |    | 1B                | Nederländerna     | 2                 |  |
|  |             |               |             |         |    | 1B                | Nederländerna     | 2                 |  |
|  |             |               |             |         |    |                   |                   |                   |  |
|  |             |               |             |         |    |                   |                   |                   |  |
|  |             |               |             |         |    |                   |                   |                   |  |

##### Semifinaler
| 27 settembre 2003 Ankara Atatürk Spor Salonu, Ankara Speltid: 1h:12 - Åskådare: 6 000 | Turkiet  | 3 - 0 | Nederländerna | 25-17, 25-22, 25-22              |
| 27 settembre 2003 Ankara Atatürk Spor Salonu, Ankara Speltid: 2h:09 - Åskådare: 6 000 | Tyskland | 2 - 3 | Polen         | 23-25, 25-20, 25-22, 22-25, 9-15 |

##### Match om tredjepris
| 28 settembre 2003 Ankara Atatürk Spor Salonu, Ankara Speltid: 2h:17 - Åskådare: 6 000 | Tyskland | 3 - 2 | Nederländerna | 25-20, 25-15, 24-26, 23-25, 18-16 |

##### Final
| 28 settembre 2003 Ankara Atatürk Spor Salonu, Ankara Speltid: ? - Åskådare: ? | Polen | 3 - 0 | Turkiet | 25-17, 25-14, 25-17 |

#### Spel om 5-8:e plats
|  | Matcher om 5-8:e plats | Matcher om 5-8:e plats | Matcher om 5-8:e plats |         |    | Match om 5:e plats | Match om 5:e plats | Match om 5:e plats |  |
|  |                        |                        |                        |         |    |                    |                    |                    |  |
|  |                        |                        |                        |         |    |                    |                    |                    |  |
|  | 3A                     | Ryssland               | 3                      |         |    |                    |                    |                    |  |
|  | 3A                     | Ryssland               | 3                      |         |    |                    |                    |                    |  |
|  | 4B                     | Bulgarien              | 2                      |         |    |                    |                    |                    |  |
|  | 4B                     | Bulgarien              | 2                      |         | 3A | Ryssland           | 3                  |                    |  |
|  |                        |                        |                        |         | 3A | Ryssland           | 3                  |                    |  |
|  |                        |                        | 3B                     | Italien | 0  |                    |                    |                    |  |
|  | 4A                     | Rumänien               | 3B                     | Italien | 0  | 1                  |                    |                    |  |
|  | 4A                     | Rumänien               |                        |         |    | 1                  |                    |                    |  |
|  | 3B                     | Italien                | 3                      |         |    | Match om 7:e plats | Match om 7:e plats | Match om 7:e plats |  |
|  | 3B                     | Italien                | 3                      |         |    |                    |                    |                    |  |
|  |                        |                        |                        |         |    |                    |                    |                    |  |
|  |                        |                        |                        |         |    | 4B                 | Bulgarien          | 3                  |  |
|  |                        |                        |                        |         |    | 4B                 | Bulgarien          | 3                  |  |
|  |                        |                        |                        |         |    | 4A                 | Rumänien           | 1                  |  |
|  |                        |                        |                        |         |    | 4A                 | Rumänien           | 1                  |  |
|  |                        |                        |                        |         |    |                    |                    |                    |  |
|  |                        |                        |                        |         |    |                    |                    |                    |  |
|  |                        |                        |                        |         |    |                    |                    |                    |  |

##### Semifinaler
| 27 settembre 2003 Ankara Atatürk Spor Salonu, Ankara Speltid: 1h:32 - Åskådare: 4 000 | Rumänien | 1 - 3 | Italien   | 25-21, 15-25, 26-28, 21-25        |
| 27 settembre 2003 Ankara Atatürk Spor Salonu, Ankara Speltid: 2h:03 - Åskådare: 400   | Ryssland | 3 - 2 | Bulgarien | 25-21, 28-30, 25-15, 26-28, 15-11 |

##### Match om 7:e plats
| 28 settembre 2003 Ankara Atatürk Spor Salonu, Ankara Speltid: 1h:40 - Åskådare: 1 300 | Bulgarien | 3 - 1 | Rumänien | 25-21, 20-25, 25-20, 25-22 |

##### Match om 5:e plats
| 28 settembre 2003 Ankara Atatürk Spor Salonu, Ankara Speltid: 1h:04 - Åskådare: 5 000 | Ryssland | 3 - 0 | Italien | 25-16, 25-14, 25-20 |

## Podium

### Mästare
Spelare: Izabela Bełcik, Małgorzata Glinka, Dominika Leśniewicz, Maria Liktoras, Agata Mróz, Małgorzata Niemczyk, Anna Podolec, Aleksandra Jagieło, Katarzyna Skowrońska, Magdalena Szryniawska, Dorota Świeniewicz och Joanna Podoba. Tränare: Andrzej Niemczyk

### Tvåa
Spelare: Bahar Mert, Esra Gümüş, Sinem Akap, Özlem İşseven, Aysun Özbek, Natalia Hanikoğlu, Mesude Kuyan, Pelin Çelik, Çiğdem Can, Gülden Kayalar, Seda Tokatlıoğlu och Neslihan Demir. Tränare: Reşat Yazıcıoğulları

### Trea
Spelare:Christina Benecke, Andrea Berg, Atika Bouagaa, Christina Dickebohm, Béatrice Dömeland, Cornelia Dumler, Hanka Pachale, Christiane Fürst, Jana Gerisch, Christin Guhr, Tanja Hart och Adina Hinze. Tränare: Hee Wan-Lee

## Slutplaceringar
| Pos | Lag                    | Turnering                 |
| --- | ---------------------- | ------------------------- |
|     | Polen                  | Världscupen 2003, EM 2005 |
|     | Turkiet                | Världscupen 2003, EM 2005 |
|     | Tyskland               | EM 2005                   |
| 4   | Nederländerna          | EM 2005                   |
| 5   | Ryssland               |                           |
| 6   | Italien                |                           |
| 7   | Bulgarien              |                           |
| 8   | Rumänien               |                           |
| 9   | Serbien och Montenegro |                           |
| 10  | Ukraina                |                           |
| 11  | Slovakien              |                           |
| 12  | Tjeckien               |                           |

## Individuella utmärkelser
| Utmärkelse         | Namn                  | Lag           |
| ------------------ | --------------------- | ------------- |
| MVP                | Małgorzata Glinka     | Polen         |
| Bästa poängvinnare | Małgorzata Glinka     | Polen         |
| Bästa anfallare    | Elizaveta Tiščenko    | Ryssland      |
| Bästa blockare     | Kathy Radzuweit       | Tyskland      |
| Bästa servare      | Elles Leferink        | Nederländerna |
| Bästa passare      | Magdalena Szryniawska | Polen         |
| Bästa mottagare    | Nicoleta Tolisteanu   | Rumänien      |
| Bästa försvar      | Gülden Kayalar        | Turkiet       |